# توماس ر. نوريس
توماس ر. نوريس (بالإنجليزية: Thomas R. Norris)‏ هو ضابط أمريكي، ولد في 14 يناير 1944 في جاكسونفيل في الولايات المتحدة.